# Wilhelm von Bonin
Friedrich Wilhelm Ludwig Fürchtegott von Bonin (14 tháng 11 năm 1824 tại Köln – 11 tháng 10 năm 1885 tại Dresden) là một sĩ quan quân đội Phổ, đã được thăng đến cấp Trung tướng. Ông đã tham gia trong ba cuộc chiến tranh thống nhất nước Đức kể từ năm 1864 cho đến năm 1871.

## Tiểu sử
Wilhelm sinh vào ngày 14 tháng 11 năm 1824, là con trai của Eduard von Bonin – Thượng tướng Bộ binh và Bộ trưởng Chiến tranh Phổ về sau này.
Sau khi tốt nghiệp bằng Abitur tại Trường Trung học Chính quy (Gymnasium) Berlin, Bonin nhập ngũ quân đội vào ngày 27 tháng 7 năm 1841 với vai trò là lính bắn súng hỏa mai (Füsilier) trong Trung đoàn Bộ binh Cận vệ số 1, được phong cấp hàm Chuẩn úy (Portepeefähnrich) vào tháng 1 năm 1842 rồi lên quân hàm Thiếu úy vào ngày 21 tháng 7 năm 1842. Với cấp bậc này, ông được cắt cử vào Cục Học tập (Schulabteilung) của Tiểu đoàn Giáo dục Bộ binh kể từ tháng 4 năm 1845 cho đến tháng 7 năm 1848. Đến ngày 22 tháng 3 năm 1849, ông được bổ nhiệm làm sĩ quan tham mưu của cha mình – người đang giữ chức vụ chỉ huy tối cao của quân đội Schleswig-Holstein, và trên cương vị này ông tham gia cuộc chiến tranh với Đan Mạch (1848 – 1851), chiến đấu trong cuộc vây hãm Fredericia cùng với các trận giao tranh ở Kolding, Atzboell, Gravenstein và Gudsoe.
Tiếp theo đó, Bonin được lên chức Trung úy và đổi vào Tiểu đoàn Jäger số 6 tại Breslau (Schlesien). Năm sau, ông được đổi sang Tiểu đoàn Jäger số 5 ở Düsseldorf. Tại đây, ông được thăng hàm Đại úy vào ngày 13 tháng 6 năm 1857 rồi lãnh chức Đại đội trưởng vào ngày 7 tháng 12 năm 1858. Đến ngày 13 tháng 2 năm 1861, ông được đổi vào Trung đoàn Bộ binh 64 Magdeburg 4 tại Quedlinburg với chức vụ sĩ quan phụ tá cho Bộ Tổng chỉ huy (Generalkommando) của Quân đoàn VII. Sau khi thôi chức vụ này Bonin được đổi sang Trung đoàn Bắn súng hỏa mai số 40 ở Trier và được thăng chức Thiếu tá vào ngày 17 tháng 3 năm 1863. Trong thời kỳ động binh (für die Dauer des mobilen Verhältnisses), Bonin được thuyên chuyển vào Bộ Chỉ huy chiến tranh tại Schleswig-Holstein vào ngày 15 tháng 12 năm 1863. Tại đây, ông tham chiến chống Đan Mạch và chiến đấu trong trận đột chiếm pháo đài Düppel cùng với các trận đánh ở Missunde, Wielhoi và Rackebüll. Sau hiệp định đình chiến được ký kết, Bonin được nhậm chức Chỉ huy trưởng Tiểu đoàn Bắn súng hỏa mai trong Trung đoàn Phóng lựuu 11 Schlesien 2 tại Flensburg vào ngày 9 tháng 6 năm 1864.
Trong cuộc Chiến tranh Bảy tuần năm 1866, Bonin cỉ huy lính bắn súng hỏa mai của mình đánh nhau với quân Hannover trong trận Langensalza, sau đó đánh nhau với quân Áo và đồng minh Tây Đức trong Chiến dịch Main. Vào ngày 31 tháng 12 năm 1866, ông được lên quân hàm Thượng tá, sau đó ông trở thành Chỉ huy trưởng Trung đoàn Bộ binh 31 Thüringen 1 ở Erfurt vào ngày 14 tháng 7 năm 1870 rồi chẳng bấy lâu sau, trên cương vị này, ông được thăng cấp bậc Đại tá vào ngày 26 tháng 7. Trong cuộc Chiến tranh Pháp-Đức (1870 – 1871), ông chỉ huy trung đoàn của mình chiến đấu ở trận Beaumont vào ngày 30 tháng 8, rồi được trao tặng Huân chương Thập tự Sắt hạng II vì vai trò của mình trong trận Sedan ngày 1 tháng 9. Tiếp sau đó, ông tham gia cuộc vây hãm Paris, cùng với các trận đánh ở Pierrefitte và Epinay. Ngay từ trước khi cuộc chiến tranh chấm dứt, ông đã được phong tặng Huân chương Thập tự Sắt hạng I vào ngày 8 tháng 4 năm 1871.
Vào ngày 14 tháng 2 năm 1874, Bonin được nhận danh hiệu à la suite của trung đoàn và lãnh chức Chỉ huy trưởng Lữ đoàn Bộ binh số 55 tại Karlsruhe, tại đây ông lên chức Thiếu tướng vào ngày 2 tháng 5 năm 1874. Gần ba năm sau, vào ngày 10 tháng 2 năm 1874, ông được xuất ngũ (zur Disposition, rời ngũ nhưng sẽ được triệu hồi khi có chiến tranh) với một khoản lương hưu, đồng thời lãnh thưởng Huân chương Đại bàng Đỏ hạng II đính kèm Bó sồi và Thanh kiếm. Sau đó, ông lại được phong cấp hàm Danh dự (Charakter) Trung tướng vào ngày 3 tháng 7 năm 1880.
Wilhelm von Bonin dành những năm cuối đời của mình ở Dresden, nơi từ trần vào ngày 11 tháng 10 năm 1885 mà chưa hề lập gia đình.